# قالی یکپارچه
فرش یکپارچه یا فرش قواره‌بزرگ فرشی است که در ابعاد بزرگ بافته و نصب می‌شود. این دسته از فرش‌ها غالباً بر اساس فرم معماری سقف و اطراف ساختمان طراحی می‌شوند. فرش یکپارچه غالباً در مساجد بزرگ و لابی هتل‌ها و سالن‌های مجلل پذیرایی مورد استفاده قرار می‌گیرد. طراحی فرش یکپارچه نیازمند حضور طراح نقشه و اندازه‌گیری در محل می‌باشد. نصب فرش نیز کار بسیار ظریفی است و باید از نصاب‌های خبره‌ بهره برد چون کوچکترین خطا هنگام برش در قسمت ستون‌ها و گوشه‌ها موجب خسارت کلان می‌گردد. برش‌ها باید دور دوزی شوند و در غیر این صورت باید با چسب‌های فوری، جاهای برش خورده فرش یکپارچه پوشش داده شود تا ریشه‌ها از فرش خارج نشوند.
به دلیل بزرگی فرش یکپارچه نمی‌توان هر سال آن‌ها را از محل جابجا کرد به همین خاطر باید این نوع فرش در محل خود و با استفاده از دستگاه‌های مخصوص شستشو گردد.